# أوليف سينما
أوليف سينما (بالإنجليزية: Olev Sinmaa) ولد في 12 نوفمبر 1881 وتوفي 29 مارس 1948. كان مهندسًا إستونيًا وربما تم استدعاؤه بشكل أفضل بسبب عمله في «وظيفية منتجع بارنو».

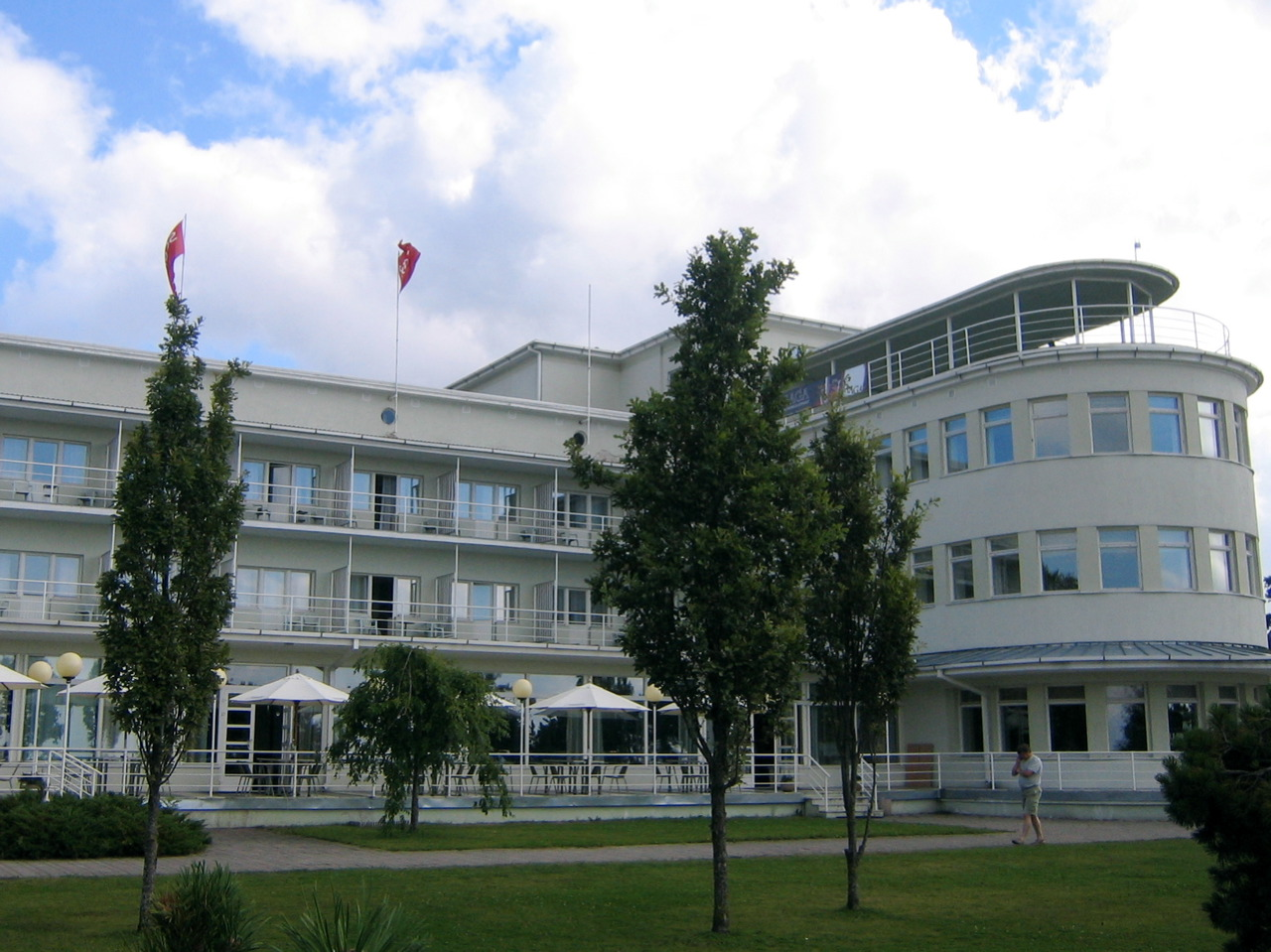
فندق بارنو بيتش

أوليف ولد أوسكار سيمان  في بارنو إلى عائلة بسيطة صاحبة محل نجارة. درس التصميم الداخلي والأثاث في المدارس الفنية ويسمار وكونستانس في ألمانيا. في عام 1925، تم تعيينه المهندس المعماري لمدينة بارنو، إستونيا.
كان أول تصميم وظيفي لسينما في عام 1930 في شارع روسيكرانتسي في العاصمة الإستونية تالين. من المحتمل أن يُذكر سينما كمهندس معماري (مع أنطون سوانس) في فندق بارنو بيتش، الذي تم تشييده بين عامي 1935 و 1937.
وقد تم وصف الفندق في عام 1937 بأنه «رائد العمارة الوظيفية الجديدة». في عام 1938، تنافس سينما ، جنبا إلى جنب مع المهندس المعماري ألار كوتلي لتصميم القصر الرئاسي، والذي كان من المقرر أن يكون مبنى مكتب رئيس استونيا في ذلك الوقت، قسطنطين باتس. صمم كوتلي المساحات الاحتفالية للمبنى المكتبي، في حين تم تصميم مكتب الرئيس الكبير بواسطة سينما. 
في عام 1944، هاجر سينما إلى نورشوبينغ، السويد حيث توفي في عام 1948.
في عام 1994، بعد عدة سنوات في حالة سيئة، تم شراء فندق الساحلي بارني من قبل فنادق سكاندك، وتم تجديده وإعادة تسميته بـ سكاندك الأخر وفي عام 2016، اكتمل تجديده آخر.